# Vanessa del Rio
Vanessa del Rio (Harlem, Nova York, 1952) és una de les llegendes del cinema per adults estatunidenc. El seu nom real és Ana María Sánchez i és filla d'immigrants cubans i portorriquenys.
Va iniciar la seva carrera com a actriu X el 1974 i, de fet, pot considerar-se com la primera estrella hispana del porno estatunidenc. Les dimensions del seu clítoris i dels seus pits foren els principals reclams físics. Durant prop de dotze anys va actuar en més de 200 pel·lícules fins a la seva retirada el 1986 a conseqüència del perill de propagació de la sida entre els professionals del gènere. D'aleshores ençà s'ha mantingut activa a través del seu web personal en el qual ofereix sexe virtual a la seva parròquia d'admiradors.

## Filmografia
- Let Me Die a Woman (1978), Sandy (no acreditada)
- Tigresses and Other Man-eaters (1979), Tigress[5]
- Dracula Exotica (1980), com a Vita Valdez
- Then and Now #15 (1996) (V), ella mateixa
- Give Me Your Soul... (2000), ella mateixa
- Soul Men (2008), Full-Figured Neighbor